# 心理ゲーム
心理ゲーム（Mind games）、マインドゲームとは、人間の競争行為であり、心理学では3つの定義がある。
1. 意識的に行われる闘争であり、心理的に一歩先んじることを目的とする。パワーゲーム（power games）とも呼ばれる。多くの場合、相手の士気をくじくために受動攻撃的な戦略か、または相手の思考を弱体化させることで攻撃者が優れているように見せる戦略がとられる[1]。
2. 無意識的に行われる交流で、参加者はそれを演じているとはあまり気づいていないゲーム。交流分析では世界のそれぞれの社会で中心的なものだとしている[2]。
3. 神経認知やパーソナリティを改善させることを目的としたマインドスポーツ。脳トレーニングやパズルなど[3]。

## 意識的ゲーム
心理ゲーム（mind games）の語は 1968年に初めて用いられた。今日では「威信のための闘争」というゲームは、企業政治、スポーツ、人間関係にて日常的にみられる。

## 無意識的ゲーム
エリック・バーンの交流分析理論では、心理ゲームについて「社会的・心理的に隠された交流」という視点からゲームを説明している。典型的な例としてバーンは以下のゲームを挙げている 。

カウボーイ「納屋を見に行きませんか？」

女性「私、昔から納屋を見るのが大好きなの！」

これは社会的には納屋の話題ではあるが、心理的には浮気・セックスの提案である。
ゲームの種類について、バーンは30-40種を著書で挙げている。交流分析家、アルコホーリクス・アノニマス、アラノンなどは「ゲームは制度化されつつある社会において、優勢的であり、しかも深いところに根付いている。誰もが知っているゲームのルールに基づいてプレイすることに、多かれ少なかれ同意している。アルコール依存症、ファイブハンドレッドなどがこれを示している…。社会制度は、さまざまなゲームプレイヤーを生み出してきた」と述べている。

## マインドスポーツ
カードゲーム、囲碁、将棋、チェスは、マインドスポーツとして著名である。